# 正法寺 (京都市西京区)

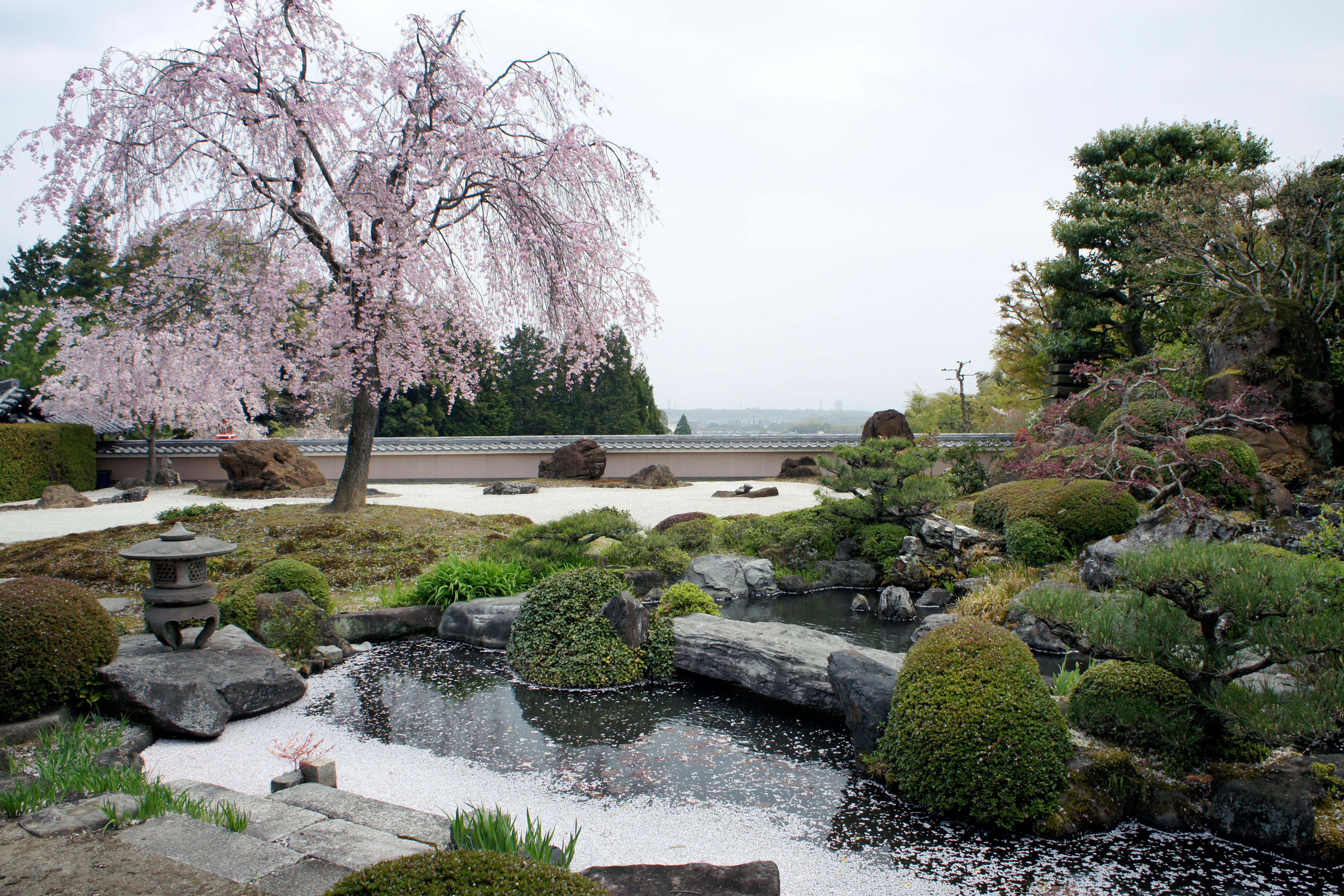
庭園「鳥獣の石庭」

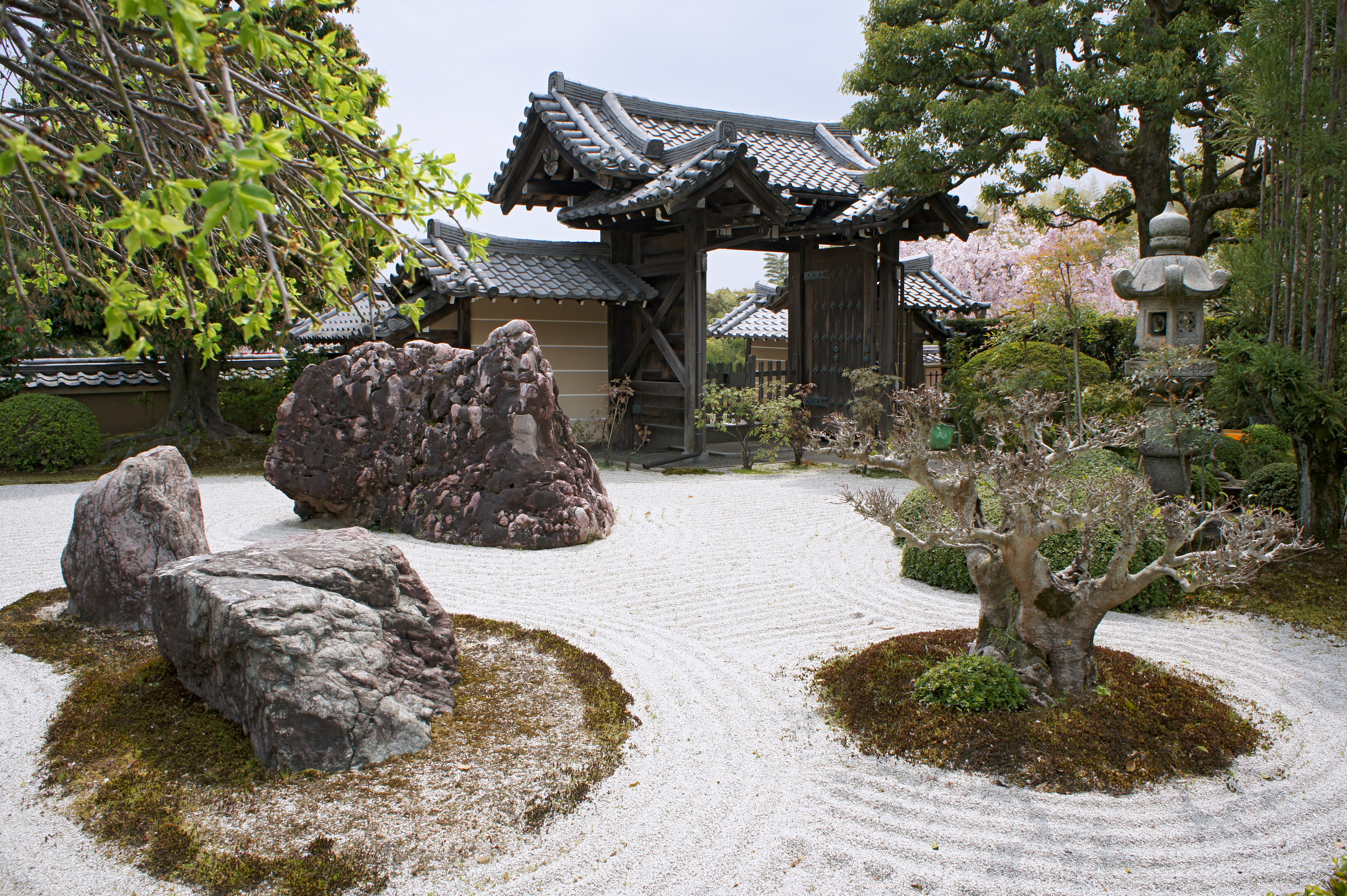
本堂前庭

正法寺（しょうぼうじ）は、京都市西京区大原野南春日町にある真言宗東寺派の別格本山の寺院。山号は法寿山。本尊は三面千手観音。西国薬師四十九霊場第41番札所。

## 歴史
当寺は、鑑真和上の高弟で唐から日本へ渡来した智威大徳が、天平勝宝年間（749年 - 757年）に隠棲した春日禅房に始まるとされる。その後、延暦年間（782年 - 806年）に最澄が大原寺として寺院化させたと伝えられ、弘仁年間（810年 - 824年）に空海が入寺して本尊の三面千手観音を彫り上げたとされている。
応仁の乱の戦火によって焼失したが、元和元年（1615年）に恵雲と微円の両律師が正法寺と寺名を改めて復興し、大原野の出身で江戸幕府第5代将軍徳川綱吉の生母・桂昌院の帰依を得ると、以後徳川家代々の祈願所となった。
境内には全国各地から集められた合計約200トンにも及ぶという様々な巨岩が並べられている。そのことから通称「石の寺」と呼ばれている。
大原野神社の正面にある。

## 境内
- 本堂
- 本堂前庭 - 枯山水庭園。
- 宝生殿 - 客殿。
- 庭園「宝生苑」 - 手前が池泉鑑賞式庭園で奥が枯山水庭園となっている。庭に置かれている庭石の形が15種類もの動物の形に似ているため、庭の別名を「鳥獣の石庭」ともいう。
- 十三重石塔
- 書院 - 襖絵「西山賛歌」は大原野出身の日本画家・西井佐代子の遺作。41面ある。
- 庫裏
- 不動堂 - 不動明王立像などの他に京都洛西観音霊場のそれぞれの札所の本尊を模した33体の観音像を祀る。
- 春日稲荷社
  - 拝殿
- 遍照塔（京都市指定有形文化財） - 六角二重塔。もとは日露戦争での戦没者慰霊のために1908年（明治41年）に東山区の高台寺に亀岡末吉の設計で建立された忠魂堂であったが、2010年（平成22年）に現在地に移築された。
- 通用門
- 山門
- 七重石塔
- 梅園
- 極楽橋

## 文化財

### 重要文化財
- 木造千手観音立像 - 鎌倉時代初期の作。像高181cm。正面の顔以外に両耳の後に脇面を有する「三面千手観音」と呼ばれる形式の像。元来正法寺に伝来したものではなく、京都府南丹市園部町の九品寺から移されたものである。三つの顔は現在のほか過去と未来にも目配りをしているという意味である。

### 京都市指定有形文化財
- 遍照塔

## 前後の札所
西国薬師四十九霊場
40 泉涌寺塔頭雲龍院　-　41 正法寺　-　42 勝持寺
京都洛西観音霊場
32 来迎寺　-　番外 正法寺　-　33 願徳寺
京都六大黒天霊場
2 大徳寺　-　3 正法寺　-　4 遍照寺

## 所在地
- 京都府京都市西京区大原野南春日町1102
- 阪急電鉄東向日駅から阪急バス南春日町行き終点下車徒歩10分

## 周辺
- 大原野神社
- 勝持寺
- 十輪寺
- 善峯寺
- 三鈷寺